# جيرالد ووكر
جيرالد ووكر (بالإنجليزية: Gerald Walker) هو منتج أسطوانات وكاتب أغاني أمريكي، ولد في 14 يوليو 1987 في شيكاغو في الولايات المتحدة.

## وصلات خارجية
- الموقع الرسمي
- جيرالد ووكر على موقع ميوزك برينز (الإنجليزية)
- جيرالد ووكر على موقع أول ميوزيك (الإنجليزية)
- جيرالد ووكر على موقع ديسكوغز (الإنجليزية)